# Brühler TV 1879

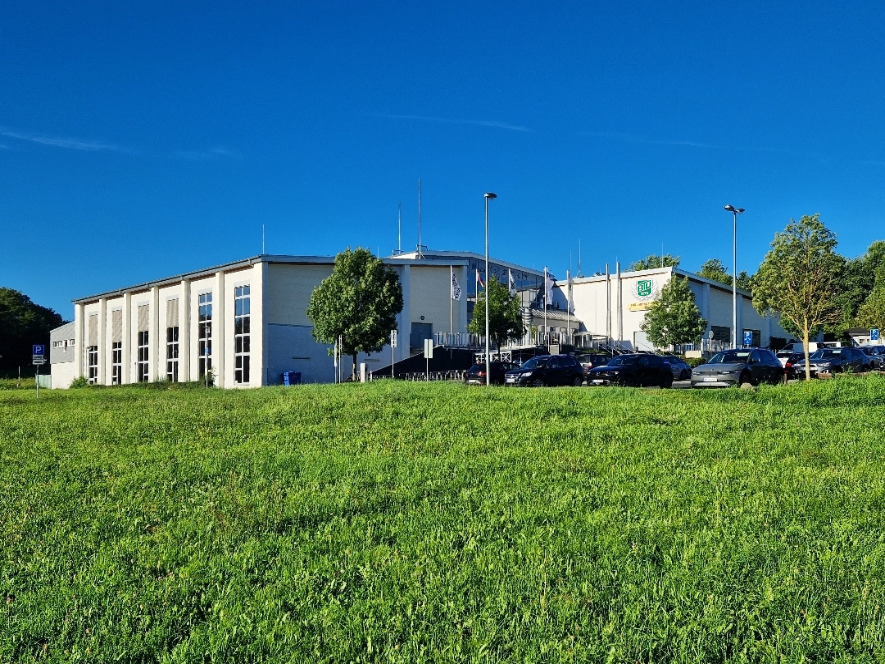
Sportzentrum des BTV an der Von‑Wied‑Straße

Früheres Vereinswappen des BTV aus der Vorkriegszeit

Der Brühler TV 1879 (vollständig Brühler Turnverein 1879 e. V.) ist ein Sportverein aus dem rheinischen Brühl. Mit mehr als 10.000 Mitgliedern und 25 Abteilungen ist er der größte Leistungs- und Breitensportanbieter der Stadt.

## Geschichte und Struktur
Entstanden ist der Brühler TV 1879 im Zuge der Turnerbewegung. Zur ersten Sportstätte seiner 16 Gründungsmitglieder zählte ein angemieteter Saal eines örtlichen Wirtshauses, in dem ein Barren und ein Reck aufgestellt wurden. 1895 erfolgte kurzzeitig die Vereinigung mit dem Brühler Athleten-Club. Die Hundertermarke erreichte der Brühler TV 1879 erstmals 1904, konzentrierte sich jedoch weiterhin ausschließlich auf das Turnen. 1926 wurde zusätzlich eine eigene Abteilung für Handball gegründet, 1929 auch eine eigene Abteilung für Leichtathletik. Die Bildung einer Abteilung für das Schwimmen hing 1929 mit der Eröffnung der städtischen Schwimmanstalt Karlsbad zusammen, wurde nach 1945 jedoch zugunsten des Brühler Schwimmklubs 1923 wieder aufgegeben. Ebenfalls von kurzer Dauer war die Bildung einer Abteilung für das Fechten, die von 1953 bis 1960 existierte.
Bereits seit 1918 widmeten sich einzelne Mitglieder des Brühler TV 1879 dem Fußball, 1921 erfolgte jedoch ihre Ausgliederung in den eigenständigen SC Brühl. Ab 1931 unterhielt der Brühler TV 1879 erneut eine eigene Abteilung für Fußball, löste diese allerdings 1938 wieder auf.
Während des Zweiten Weltkrieges ruhte der Sportbetrieb vollständig, da rund 70 Prozent der Mitglieder eingezogen wurden. In der Nachkriegszeit wurden weitere Sportarten eingeführt, ab 1960 unter anderem Abteilungen für Volleyball, Judo und Gymnastik. Um 1965 wuchs die Mitgliederzahl auf rund 450 an und stieg ab 1970 erstmals über die Tausendermarke. Deutlichen Mitgliederzuwachs brachte ab 1997 die Gründung einer eigenen Abteilung für Fitness. Ab 2019 führten der Ausbruch der COVID-19-Pandemie in Deutschland und die damit einhergehenden Infektionsschutzmaßnahmen, wie bei zahlreichen Sportvereinen in Deutschland, auch beim Brühler TV 1879 jedoch zu einem starken Mitgliederschwund und Einnahmenverlusten.
Gegenwärtig unterhält der Brühler TV 1879 über zwanzig offizielle Abteilungen und mehrere offene Interessengruppen für unterschiedliche Leistungs- und Breitensportarten. Darüber hinaus besitzt er vier eigene Sportstätten und nutzt regelmäßig das städtische Schlossparkstadion. Sein Schwerpunkt liegt auf der Leichtathletik und dem Laufsport, überregionale Erfolge konnten vor allem aber auch die Abteilungen für Tanzsport und Rugby feiern. Zudem ist der Brühler TV 1879 in klassischen Mannschaftssporten wie Handball, Volleyball und Basketball erfolgreich und unterhält mehrere Herren-, Frauen- und Gemischtmannschaften, die am jeweiligen Ligabetrieb teilnehmen.

## Rugby
Eine besondere überregionale Bedeutung besitzt die Abteilung für Rugby. Ursprünglich Mitte 1978 von Brühler Schülern gegründet, ist sie seit 1988 Teil des Brühler TV 1879. Sie nimmt seitdem mit mehreren Mannschaften in der drittklassigen Regional- und viertklassigen Verbandsliga nach Regeln des klassischen 15er-Rugby und gleichzeitig auch an internationalen Turnieren im olympischen 7er-Rugby teil. Zusätzlich unterhält sie mit den Old Bones eine eigene Altherrenmannschaft sowie mehrere Jugendmannschaften. Mit dem RC Hürth besteht seit 2015 eine Spielgemeinschaft, der 2019 der WMTV Solingen beigetreten ist. Nach mehreren auf der sogenannten Südwiese, hält die Abteilung ihre Trainings mittlerweile auf der Sportanlage an der Langenackerstraße ab.

## Handball
Die Abteilung für Handball führt zwölf Jugenden bzw. Mannschaften. Die Mannschaften trainieren und spielen entweder in der vereinseigenen Dreichfachhalle im Gebäude des BTV oder in der Sporthalle der Erich-Kästner-Realschule in der Brühler Nordstadt. Die erste Herrenmannschaft ist in der Saison 2019/20 in die Kreisliga aufgestiegen. In der Saison 2023/24 gelang der ersten Herrenmannschaft der Sprung in die Verbandsliga. Die zweite Herrenmannschaft spielt ab der Saison 2020/21 als Neuaufsteiger in der dritten Kreisklasse. Abteilungsleiter ist Mika Engels.

## Basketball
Der 1977 gegründeten Abteilung für Basketball gelang mit ihrer ersten Herrenmannschaft 1990 der Aufstieg in die Landesliga. Seit 2018 spielt sie wieder in der Bezirksliga. Der ersten Damenmannschaft gelang nach fast dreißig Jahren in der Bezirksliga in der Saison 2018/19 wiederum der Aufstieg in die Landesliga. Neben den Erwachsenen sind alle fünf deutschen Jugendklassen mit Jungen- und Mädchengruppen besetzt, die fast alle am Spielbetrieb auf Landesebene teilnehmen. Dadurch ist der Brühler TV 1879 eine der wichtigsten Ausbildungsstätten des deutschen Basketballs. Den Mädchen der U17-Mannschaft gelang ferner bei der Westdeutschen Meisterschaft das Erreichen des Vizemeistertitels.

## Tanzsport
Mit seiner Tanzsportabteilung ist der Brühler TV 1879 einer der größten Tanzsportvereine in Nordrhein-Westfalen und war mit seiner in den 1980er-Jahren gebildeten Lateinformation zeitweise in der ersten Bundesliga vertreten. Angeboten werden in der 1974 gegründeten Abteilung neben Turnier- und Formationstanz auch Jazz und Modern Dance, Gesellschaftstanz, Modetänze, Videoclipdancing und Kindertanz. Seit 1975 tritt sie offiziell als TSC Brühl im BTV 1879 (vollständig Tanz-Sport-Club Brühl im Brühler Turnverein 1879 e. V.) auf.
Die Abteilung verfügt gegenwärtig über vier Jazz- und Modern-Dance-Formationen, von denen das Team „Release“ in der 2. Bundesliga Formation antritt. In den Anfangsjahren der Abteilung bestand zudem eine Memphis-Formation. In den 1970er- und 1980er-Jahren gab es eine Standardformation, Ende der 1980er-Jahre formierten sich außerdem eine New-Vogue- und eine Rokoko-Formation, die einige Jahre bestanden.
In der Saison 2018/19 gelang im Bereich Jazz- und Modern-Dance sowohl der Kinderformation „Rejoice“ als auch der Jugendformation „Move On“ die Qualifikation zur Weltmeisterschaft.
Das A-Team des TSC Brühl im BTV 1879 wurde 2007 gegründet und startete in der Saison 2007/2008 in der Landesliga West Latein mit dem musikalischen Thema „Salsa Caliente“. Die Mannschaft gewann die Liga und konnte sich auch im Aufstiegsturnier zur Oberliga West Latein durchsetzen. In der folgenden Saison gewann die Mannschaft mit dem überarbeiteten Thema „Salsa Caliente reloaded“ auch die Oberliga West Latein und stieg nach dem Aufstiegsturnier zur Regionalliga West Latein erneut auf. In der Regionalliga West Latein tanzte das A-Team in der Saison 2009/2010 zum neuen musikalischen Thema „Cinemotion“ und schaffte mit dem zweiten Platz der Liga die Qualifikation zum Aufstiegsturnier zur 2. Bundesliga Latein, in dem es ebenfalls den zweiten Platz belegte und somit in die 2. Bundesliga Latein aufstieg. In der Saison 2010/2011 tanzte die Mannschaft in der 2. Bundesliga Latein erneut zum musikalischen Thema „Cinemotion“. Auch die 2. Bundesliga wurde gewonnen und so gelang der Formation der Durchmarsch von der Landesliga bis in die 1. Bundesliga Latein.
In der 1. Bundesliga Latein belegte das Team mit dem musikalischen Thema „Rihanna“ am Ende der Saison 2011/2012 jedoch den letzten Platz und stieg wieder in die 2. Bundesliga ab. Die Mannschaft löste sich anschließend auf. Trainer waren Patrick Klinkhammer und Katja Matuschowitz.
Nach der Auflösung des A-Teams wurde das bisherige B-Team, das seit der Saison 2010/2011 zu Ligawettkämpfen antrat – zunächst in der Landesliga West Latein und ein Jahr später in der Oberliga West Latein – zum neuen A-Team. Die Mannschaft trat bis zur Saison 2017/2018 zu Ligawettkämpfen an, zuletzt in der Regionalliga West Latein. Trainer war zuletzt Tobias Devooght.

## Abteilungen
Der Brühler TV 1879 führt folgende Abteilungen:
- Badminton
- Basketball
- Boule
- Fitness
- Handball
- Herzsport
- Inlineskaterhockey
- Judo
- Ju-Jutsu
- Karate
- Kurssystem
- Leichtathletik
- Motorsport
- Novafit
- Psychomotorik
- Rehabilitationssport
- Rollstuhlbasketball
- Rugby
- Tanzsport
- Tennis
- Tischtennis
- Trampolinsport
- Turnen
- Volleyball